# アーサー・ヒラー
アーサー・ヒラー（Arthur Hiller、O.C.、1923年11月22日 - 2016年8月17日）はカナダの映画監督。『ある愛の詩』で第43回アカデミー賞監督賞のノミネートを受けた。

## 経歴
アルバータ州エドモントン生まれ。1947年に心理学の文学士号をもってトロント大学を卒業、1950年に文学修士号を取得。また、1995年には名誉法学博士号が授与されている。トロントのCBCテレビジョン入社をした1950年代からショウビジネス界におけるキャリアを築き始め、映画監督へと転向する以前は名の通ったテレビ番組監督であった。
これまでに映画業界のいくつかの代表職にも就いており、1989年から1993年まで全米監督協会会長、1993年から1997年まで映画芸術科学アカデミー会長をつとめた。第74回アカデミー賞で人道主義的な活動、慈善事業への尽力が評価されてジーン・ハーショルト友愛賞を受賞。そのほか、2002年にトロントのカナダ名声の歩道入り、2006年にカナダ勲章受勲を果たしている。
妻グウェンとは1948年に結婚。2人の子と2人の孫がいる。
2016年8月17日、老衰のためロサンゼルスで死去。92歳没。

## 作品
- 第二次世界大戦秘話 白馬奪回作戦 - Miracle of the White Stallions （1963年、監督）
- 卑怯者の勲章 - The Americanization of Emily （1964年、監督）
- のぞき - Promise Her Anything （1966年、監督）
- 美人泥棒 - Penelope （1966年、監督）
- トブルク戦線 - Tobruk （1967年、監督）
- ふたりの天使 - Popi （1969年、監督）
- おかしな夫婦 - The Out-of-Towners （1970年、監督）
- ある愛の詩 - Love Story （1970年、監督（アカデミー監督賞ノミネート））
- ホスピタル - The Hospital （1971年、監督）
- おかしなホテル - Plaza Suite （1971年、監督）
- ラ・マンチャの男 - Man of La Mancha （1972年、監督・製作）
- 大陸横断超特急 - Silver Streak （1976年、監督）
- あきれたあきれた大作戦 - The In-Laws （1979年、監督・製作）
- メーキング・ラブ - Making Love （1982年、監督）
- 喝采の陰で - Author! Author! （1982年、監督）
- ロマンチック・コメディ - Romantic Comedy （1983年、監督）
- スティーブ・マーティンのロンリー・ガイ - The Lonely Guy （1984年、監督・製作）
- りんご白書 - Teachers （1984年、監督）
- うるさい女たち - Outrageous Fortune （1987年、監督）
- 見ざる聞かざる目撃者 - See No Evil, Hear No Evil （1989年、監督）
- ファイロファックス/トラブル手帳で大逆転 - Taking Care of Business （1990年、監督）
- 夢を生きた男/ザ・ベーブ - The Babe （1992年、監督）
- マンハッタン・ラブ 女と男のいい関係 - Married to It （1993年、監督）
- ビバリーヒルズ・コップ3 - Beverly Hills Cop III （1994年、出演）
- ドタキャン・パパ - Carpool （1996年、監督）
- アラン・スミシー・フィルム - An Alan Smithee Film: Burn Hollywood Burn （1997年、監督（クレジットはアラン・スミシー））